# Liua tsinpaensis
Espèce
Synonymes
- Ranodon tsinpaensis Liu & Hu, 1966

Statut de conservation UICN

 VU B1ab(iii,v)+2ab(iii,v) : Vulnérable
Liua tsinpaensis est une espèce d'urodèles de la famille des Hynobiidae.

## Répartition
Cette espèce est endémique de Chine. Elle se rencontre de 1 600 à 1 860 m d'altitude au Henan, au Shaanxi et au Sichuan.

## Description
Liua tsinpaensis mesure de 64 à 68 mm sans la queue et de 125 à 136 mm de longueur totale.

## Étymologie
Son nom d'espèce, composé de tsinpa et du suffixe latin -ensis, « qui vit dans, qui habite », lui a été donné en référence au lieu de sa découverte, Tsinpa.

## Publication originale
- Hu, Zhao & Liu, 1966 : A herpetological survey of the Tsinling and Ta-Pa Shan region. Acta Zoologica Sinica, vol. 18, p. 57-89.